# 全国特定法面保護協会
一般社団法人 全国特定法面保護協会（ぜんこくとくていのりめんほごきょうかい）は、特定のり面保護（モルタル・コンクリート吹付工、落石防護工、のり枠工など）における日本の工事業者で構成する業界団体。以前は国土交通省所管の社団法人であったが、公益法人制度改革に伴い一般社団法人へ移行した。

## 概要
- 所在：東京都港区新橋5-7-12
- 設立：1982年5月11日